# Прудокский сельсовет
Прудокский сельсовет — упразднённая административная единица на территории Калинковичского района Гомельской области Республики Беларусь.

## Состав
Прудокский сельсовет включал 3 населённых пункта:
- Игнато-Фабиановка — деревня.
- Крышичи — деревня.
- Прудок — деревня.